# Marcelo de Lima Henrique
Marcelo de Lima Henrique (Rio de Janeiro, 26 de agosto de 1971) é um árbitro de futebol da Confederação Brasileira de Futebol (CBF) e foi árbitro da Federação Internacional de Futebol (FIFA) de 2008 a 2014. Também é fuzileiro naval e estudante de Educação física. Casado com Sandra Gomes Henrique desde 1993, tem três filhos e mora em Itaboraí.

## Biografia

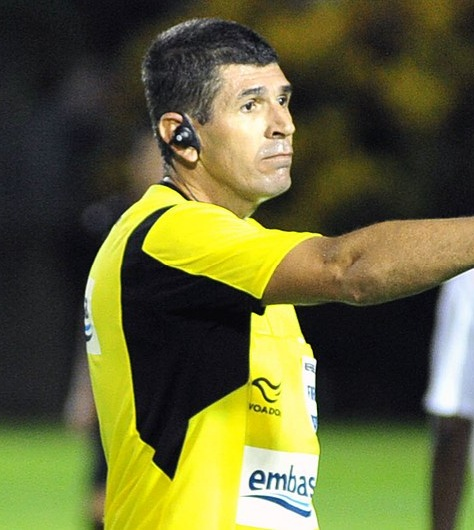
Apitando, em 2012.

É filho de José Henrique Neto, que foi árbitro aspirante CBD (depois CBF) por dezessete anos. Jogou futebol, aos quatorze anos de idade, nas categorias de base do Flamengo, Bangu, America e Operário (MS), como goleiro. Posteriormente, também foi suboficial Fuzileiro Naval (Engenharia).
Com vinte e quatro anos, de Lima foi fazer o curso de árbitros. Apitando ainda jogos da categoria infantil, fez sua estreia em jogo entre Portuguesa x Bayer. Também apitou, nessa época, jogos na praia.
Em 2003, Madureira 0–1 Bangu marcou a sua primeira partida no Campeonato Carioca. No mesmo ano, entrou para o quadro da Confederação Brasileira de Futebol (CBF), fazendo a sua estreia na Série C do Brasileiro no jogo entre Macaé 0–1 Portuguesa-RJ. A sua primeira partida pela Copa do Brasil ocorreu, em 2006, entre Estrela do Norte e Guarani, que acabou empatado em 1–1. Sua estreia na Série A do Brasileiro ocorreu apenas, em 2007, no jogo São Paulo 2–0 Goiás.
Em 2008, ingressou nos quadros da Federação Internacional de Futebol (FIFA) e arbitrou na Eliminatórias da Copa do Mundo de 2014 nas partidas entre as seleções de Peru e Equador e entre as seleções de Uruguai e Argentina. 
Em 2017, voltou a Federação de Futebol do Estado do Rio de Janeiro (FERJ).